# Рики Џанјуари
Рики Џанјуари (енгл. Ricky Januarie; 2. јануар 1982) професионални је јужноафрички рагбиста који је са "спрингбоксима" освојио титулу првака Света 2007. Већ у средњој школи показао је велики таленат за рагби. У најјачој лиги на свету играо је за Лајонсе и за Стормерсе. За "спрингбоксе" је одиграо 47 тест мечева и постигао 5 есеја. У купу три нација постигао је победоносни есеј против Новог Зеланда. Био је 3 месеца на позајмици у велшком тиму Оспрејсима. Тренутно игра за Стад Рошел.